# Templeton, Massachusetts
Templeton är en ort i Worcester County i delstaten Massachusetts, USA.